# Fosun International
Fosun International Ltd. (復星國際有限公司T, 复星国际有限公司S), anche solo Fosun o Fosun International, è il più grande conglomerato privato della Cina continentale, con sede a Shanghai. Soprannominato "la Hutchison Whampoa di Shanghai", opera nel settore assicurativo, degli investimenti, gestione degli asset e nel settore industriale.

## Storia
Fondata nel 1992 da cinque laureati dell'Università di Fudan: Guo Guangchang, Liang Xinjun, Wang Qunbin (cinese: 汪 群 斌), Fan Wei (cinese: 范伟) e Tan Jian (cinese: 谈 剑). La principale holding del gruppo, Fosun High Technology, è costituita nel 1994 nella Cina continentale. Negli anni novanta svolge ricerche di mercato, quindi si espande nel settore farmaceutico e immobiliare. Nel 2004 una nuova holding del gruppo, Fosun International Limited, è costituita a Hong Kong. Nel luglio 2007 Fosun International viene quotata nel board principale della Borsa di Hong Kong come SEHK: 656 mentre è già quotata alla Borsa di Shanghai un'altra holding, Fosun Pharmaceutical.
Nel corso del 2011 i tre principali motori di crescita di Fosun - i profitti industriali, i profitti legati agli investimenti e i profitti della gestione patrimoniale - crescono rapidamente consentendo a Fosun di sviluppare le attività anche al di fuori della Cina acquisendo negli Stati Uniti e in Europa varie aziende nei settori sanitario, turistico, della moda e bancario. Tra queste il Club Med francese (nel giugno 2010 rileva il 10% e poi l'acquisisce nel 2015, dopo una battaglia ingaggiata con il finanziere italiano Andrea Bonomi, rilanciando l'offerta a 24,60 euro per azione e portando il valore dell'operazione a 939 milioni di euro), il britannico Thomas Cook Group (inizialmente il 5% per poi salire al 17%), il canadese Cirque du Soleil, il marchio americano di abbigliamento St. John e il gioielliere greco Folli Follie.
Nel 2013 compra a New York per 725 milioni di dollari il grattacielo JPMorgan Chase (60 piani, alto 248 metri e uno dei simboli del distretto finanziario di Manhattan) di proprietà della JP Morgan e alla fine del 2014 Fosun acquisisce l'assicuratore statunitense Meadowbrook per circa 433 milioni di dollari, realizzando il primo acquisto completo di un'assicurazione statunitense da parte di una società cinese. Nello stesso periodo effettua anche la sua prima acquisizione nell'industria petrolifera rilevando l'australiana Roc Oil.
L'11 dicembre 2015 il presidente di Fosun, il fondatore diventato miliardario Guo Guangchang (secondo Bloomberg è il 17° uomo più ricco della Cina) scompare per tre giorni dopo essere stato visto l'ultima volta scendere, circondato dai poliziotti, dall'aereo a Shanghai. Le indiscrezioni che circolano dicono che il suo nome era emerso già in agosto nella vicenda di Wang Zognan, ex presidente del gruppo statale Bright Food condannato a 18 anni di carcere: i genitori di Wang avrebbero comprato due ville a Shanghai costruite da Fosun. La società chiede la sospensione temporanea del titolo in Borsa e quando Guangchang ricompare il 14 dicembre, il consiglio d'amministrazione emette un comunicato in cui si afferma che Guo era stato interrogato dalle autorità governative in una inchiesta scaturita dagli sforzi anti-corruzione del segretario generale del partito Xi Jinping e che, a suo parere, non presentava "un impatto negativo materiale" sulle finanze o sulle operazioni di Fosun.
Nel luglio 2015 rileva a Milano per 345 milioni di euro la ex sede dell'UniCredit situata in piazza Cordusio. Il progetto prevede un investimento complessivo di 440 milioni di euro per trasformare il palazzo (55.000 metri quadrati) in uno spazio aperto a disposizione della città con uffici, negozi e ristoranti (2.000 lavoratori). Il nuovo complesso si chiama The Medelan ed è stato inaugurato nel 2021.
Il 21 luglio 2016 il gruppo Fosun entra nel mondo sportivo acquisendo la squadra inglese Wolverhampton Wanderers dal suo precedente proprietario, Steve Morgan, per circa 45 milioni di sterline. Ed entra anche in India con forti investimenti nel mercato immobiliare e in quello farmaceutico.
Nel marzo 2017 si dimette il CEO Liang Xinjun, al suo posto è nominato Wang Qunbin.
Nel febbraio 2018 entra nell'alta moda acquisendo per circa 100 milioni di euro la maggioranza della francese Lanvin, la più antica maison parigina, fondata nel 1889 da Jeanne Lanvin e dal 2001 di proprietà di Shaw-Lan Wang. Nel settore Fosun già controlla l'italiana Caruso (alta sartorialità), John Knits e Tom Tailor.
Nell'agosto 2019 Fosun investe 450 milioni di sterline per il salvataggio dello storico tour operator britannico Thomas Cook (in cui ha già una partecipazione), rilevando il 75% della società e il 25% dell'omonima compagnia aerea.
Nel marzo 2020, la società ha acquisito una partecipazione del 55,4% nel marchio di gioielli francese Djula. È stato anche firmato un accordo nel luglio 2020 con un gruppo di gioiellieri italiani di fascia alta per sviluppare i marchi Damiani e Salvini in Cina. Nell'agosto 2020 la società ha acquistato una partecipazione del 30% in Jinhui Liquor per 262 milioni di dollari.
Nel giugno 2021 rileva in un'asta competitiva la società italiana Sergio Rossi, specializzata nelle scarpe di lusso.

### Risposta alla pandemia COVID-19
Nel maggio 2020 Fosun ha lanciato il "515 Fosun Family Day", un evento di marketing annuale per stimolare l'attività dei consumatori che era stata influenzata negativamente dalla pandemia COVID-19. 
Durante la pandemia, Fosun Pharmaceuticals ha collaborato nel 2020 con l'azienda biotecnologica tedesca Biopharmaceutical New Technologies, (BioNTech) per lavorare e distribuire un vaccino sperimentale contro il coronavirus. Una volta approvato, Fosun commercializzerà il vaccino in Cina e BioNTech manterrà i diritti di venderlo a livello internazionale.
Fosun ha fatto parte di un'alleanza di aziende cinesi che hanno donato forniture mediche a 23 paesi durante la pandemia. Nel marzo 2020, Fosun ha portato forniture mediche a Milano, in Italia, tra cui 5.500 tute protettive e 40.000 maschere respiratorie N95 insieme al Gruppo Longfor e alla Fondazione Taikiang Yicai di Pechino. Questa donazione era in aggiunta alle 5.000 maschere che erano state donate in precedenza al Comune di Milano da Fosun. 
Fosun ha lanciato il Global anti-Virus Relief Scheme che ha creato un forum per la Cina, gli Stati Uniti, il Regno Unito e il Portogallo per condividere informazioni ed esperienze su COVID-19 all'inizio di marzo 2020. Diverse aziende hanno aderito allo sforzo, tra cui Baidu, New Oriental, Xiaomi e Sequoia Capital. Fosun ha distribuito quasi 4 milioni di unità di forniture mediche in tutto il mondo, comprese maschere chirurgiche, tute protettive e reagenti diagnostici. 
Fosun ha donato forniture di protezione medica alla Corea del Sud in due spedizioni a marzo, 36.000 all'inizio del mese e altre 22.000 alla fine del mese. L'azienda ha anche donato forniture a Regno Unito, Giappone e India. 
Alla fine di marzo 2020, la Chinese National Medical Products Administration ha concesso a Fosun Pharmaceutical l'approvazione di emergenza per l'uso di un nuovo kit di rilevamento degli acidi nucleici del coronavirus che ha sviluppato. 
Fosun, Haitong Securities e l'agenzia calcistica portoghese Gestifute hanno portato 461 chili in rappresentanza di 58.400 unità di forniture mediche alla città sorella di Shanghai in Portogallo, Porto, alla fine di marzo 2020. Fosun ha consegnato forniture mediche in diverse spedizioni nel mese di marzo 2020 alla città di Wolverhampton , nel Regno Unito, sede della squadra di calcio dei Wolves, di proprietà di Fosun. 
L'azienda ha donato maschere N95 al NYU Langone Medical Center di New York e al Mount Sinai Hospital, nonché donazioni simili agli ospedali di Chicago, Boston, New Jersey, California e altrove negli Stati Uniti. La Coalition of Asian-American IPA (CAIPA) ha accettato 7.000 maschere N95 da Fosun, e poi le ha distribuite agli ospedali di tutta l'area di New York nel marzo 2020.

## Attività

### Industria mineraria, dell'acciaio e farmaceutica
- Nanjing Iron and Steel (Nanchino ferro e acciaio)
- Fosun Pharmaceutical (Fosun farmaceutica)[16]
- Forte
- Hainan Mining (Hainan mineraria)

### Investimenti
- Yuyuan
- Focus Media
- Minsheng Bank (banca di Minsheng)
- Club Med[17]
- Folli Follie
- Lanvin
- Thomas Cook
- Sergio Rossi

### Gestione degli asset
- Fosun Capital
- Fosun Chuanghong
- Carlyle-Fosun
- Pramerica-Fosun China Opportunity Fund
- Star Capital
- Real estate funds of Forte

### Assicurazioni
- Pramerica-Fosun Life Insurance (Assicurazioni a vita Pramerica-Fosun)
- Yong'an Insurance (assicurazioni Yong'an)
- Peak Reinsurance (riassicurazioni Peak)

## Azionisti
Il principale azionista di Fosun International è una società di Hong Kong, Fosun Holdings, interamente controllata della società Fosun International Holdings delle British Virgin Islands. Tre fondatori di Fosun International, Guo Guangchang, Liang Xinjun e Wang Qunbin, possiedono il 64,45%, il 24,44% e l'11,11% rispettivamente in Fosun International Holdings. Fan Wei, un altro fondatore, ha ritirato a sua partecipazione in Fosun International Holdings nel settembre 2015.